# Sertularia tumida
Sertularia tumida är en nässeldjursart som först beskrevs av George James Allman 1877.  Sertularia tumida ingår i släktet Sertularia och familjen Sertulariidae. Inga underarter finns listade i Catalogue of Life.